# Josip Belušić

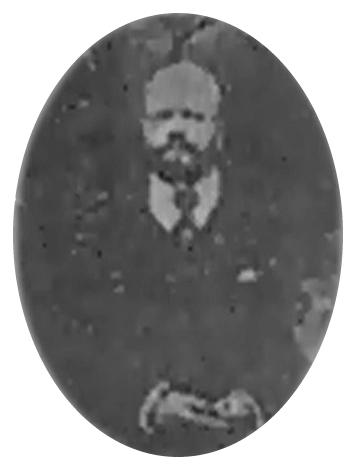
Belušić in Koper

Josip Belušić (Županići, 12 March, 1847 - Triëst, 8 januari, 1905) was een Kroatische uitvinder en professor van de natuurkunde en wiskunde geboren in het Keizerrijk Oostenrijk.
Belušić werd geboren in een Kroatisch gezin in het huidige grondgebied van Kroatië tijdens de periode van het Keizerrijk Oostenrijk en werd opgeleid tussen Pazin en Koper. Het waren de pastoors van Pazin die voor het eerst zijn talent voor natuurwetenschappen opmerkten. Hij voltooide zijn studie in Wenen en werd professor in Koper en Castelnuovo, nabij Triëst. Belušić is vooral herinnerd voor zijn uitvinding van de snelheidsmeter, die hij in 1888 patenteerde en in 1889 aan de wereld presenteerde, tijdens de Wereldtentoonstelling van 1889, nadat hij twee experimenten had uitgevoerd tussen Istrië en Triëst in 1887 en 1889.

## Biografie
Belušić werd geboren in de buurt van Labin in Istrië en groeide op in het kleine stadje Županići, een dorp aan de rand van het voormalige Keizerrijk Oostenrijk. Hij was professor in Koper aan de keizerlijke school. Belušić presenteerde zijn uitvinding op de Wereldtentoonstelling van 1889 in Parijs, die werd gehouden ter gelegenheid van de presentatie van de Eiffeltoren. Belušić noemde zijn apparaat oorspronkelijk "Velocimeter". Het werd echter hernoemd "Controllore automatico per vetture" ("Automatische controller voor auto's") bij de gelegenheid van zijn presentatie op de Wereldtentoonstelling. In het jaar van de Wereldtentoonstelling in Parijs, de Franse hoofdstad gemeente kondigde een aanbesteding voor de keuze van de beste toestel te controleren lokaal vervoer en de Belušić snelheidsmeter werd gekozen als het bleek de meest accurate apparaat. Belušić ontving een diploma en een gouden medaille van de Franse Academie van Uitvinders, die hem ook tot erelid noemde. Het apparaat van Belušić meet de snelheid, duur van de reis, het aantal passagiers en het tijdstip van in- en uitstappen van passagiers. We weten niet zeker wat er met de uitvinder is gebeurd, die op 8 januari 1905 in Triëst stierf.